# Чемпионат России по хоккею с шайбой среди женщин 1999/2000
Чемпионат России по хоккею с шайбой сезона 1999/2000 среди женских команд проводился с 15 ноября 1999 года по 27 февраля 2000 года. В первенстве страны участвовало шесть команд. Чемпионат проходил по туровой системе — в четыре этапа, прошедших поочерёдно в Красноярске (15—19 ноября 1999 года), Екатеринбурге (11—16 декабря 1999 года), Челябинске (23—27 января 2000 года) и снова в Екатеринбурге (23—27 февраля 2000 года) — на каждом этапе все команды сыграли по разу с каждым из соперников.
Чемпионом России впервые стал ХК «Спартак-Меркурий» Екатеринбург, серебряные медали завоевал ХК «Викинг» Москва, а бронзовые медали завоевал ХК «Локомотив» Красноярск.

## Турнирная таблица
| М | Команда                         | И  | В  | Н | П  | ЗШ  | ПШ  | О  |
| - | ------------------------------- | -- | -- | - | -- | --- | --- | -- |
|   | «Спартак-Меркурий» Екатеринбург | 17 | 14 | 2 | 1  | 132 | 20  | 30 |
|   | «Викинг» Москва                 | 17 | 14 | 0 | 3  | 121 | 19  | 28 |
|   | «Локомотив» Красноярск          | 17 | 9  | 2 | 6  | 113 | 32  | 20 |
| 4 | «Ника» Челябинск                | 17 | 5  | 0 | 12 | 31  | 129 | 10 |
| 5 | «Авангард» Омск                 | 17 | 1  | 0 | 16 | 21  | 173 | 2  |
| 6 | «Спартак» Москва                | 5  | 0  | 0 | 5  | 3   | 48  | 0  |

Примечания: М — место, И — количество игр, В — выигрыши, Н — ничейный результат, П — поражения, ЗШ — забито шайб, ПШ — пропущено шайб, О — очки.
Московский «Спартак» принял участие только во втором туре чемпионата.